# Sverdlovsk (gratte-ciel)
Sverdlovsk (en russe : ТЦ Свердловск) est le nom d'un gratte-ciel de 151 mètres construit entre 2005 et 2013 à Iekaterinbourg. Ce nom correspond à l'ancien nom de la ville à l'époque soviétique. Centre commercial et d'affaires, il est officiellement ouvert le 17 août 2013.